# Шаги в темноте
«Шаги в темноте» (англ. Footsteps in the Dark) — чёрно-белая детективная комедия 1941 года.

## Сюжет
Фрэнсис Уоррен тайком от своих домашних сочиняет детективные повести и печатает их под псевдонимом Ф. Х. Петтибоун. Однажды ему назначает встречу некто Леопольд Фиссу, подозрительный субъект, который хочет сбыть с рук необработанные алмазы. Фрэнсис не может отказаться, так как Фиссу осведомлен о его увлечении и грозит выдать его, приходит в условленное место, но, так как шантажист сильно опаздывает, уходит, так и не встретившись с ним.
Вскоре тело убитого Фиссу обнаружено на яхте Фрэнсиса. Он подозревает, что того убили из-за алмазов, и, желая доказать свои детективные способности инспектору полиции Мейсону, осмеявшему его последнюю повесть, принимается за расследование. Около трупа он находит важную улику — две скрученные спички, после чего начинает подозревать свою знакомую танцовщицу Блонди Уайт, которая, как известно Фрэнсису, имеет привычку крутить в руках спички и переплетать их друг с другом.
Тем не менее её дантист, доктор Дэвис, обеспечивает девушке алиби, поклявшись, что в момент гибели Фиссу она была у него на приеме. Чтобы поговорить с самой Блонди, Фрэнсис приглашает её на танец. За этим занятием его застают знакомые его жены Риты. Решив, что супруг закрутил интрижку на стороне, Рита нанимает частного детектива для слежки за Фрэнсисом. Тем временем Блонди, которая собирается уехать из города, просит Фрэнсиса забрать из камеры хранения её чемодан.
Не дождавшись Блонди, Фрэнсис везет чемодан к ней домой, но обнаруживает, что девушка убита, а в её квартире полно полицейских. Услышав показания свидетеля-таксиста, который недавно отвозил некую даму от квартиры Блонди до дома Уорренов, Фрэнсис спешит к жене. Пока супруги делятся взаимными подозрениями и обвиняют друг друга в убийстве, приезжает полиция. Во время допроса всплывает правда о писательском увлечении Фрэнсиса, а Рита признается, что действительно побывала у Блонди, но приходила к танцовщице лишь затем, чтобы поговорить о супруге. Далее Фрэнсис обнаруживает в чемодане убитой алмазы Фиссу. Он обвиняет в убийстве доктора, после чего Дэвис безуспешно пытается отравить его. В итоге полиция арестовывает Дэвиса, а Фрэнсис просит у жены прощения за то, что скрывал от неё свои успехи на литературном поприще.

## В ролях
- Эррол Флинн — Фрэнсис Монро Уоррен II
- Бренда Маршалл — Рита Уоррен
- Ральф Беллами — Доктор Дэвис
- Алан Хейл — Инспектор полиции Чарльз Мейсон
- Ли Патрик — Блонди Уайт
- Аллен Дженкинс — Вилфред
- Ноэл Мэдисон — Леопольд Фиссу
- Марис Риксон — Джун Брюстер